# Tony Kanaan
Tony Kanaan, nome completo Antoine Rizkallah Kanaan Filho (Salvador, 31 dicembre 1974), è un pilota automobilistico brasiliano di IndyCar.

## Carriera
Dopo aver guidato i kart, Kanaan nel 1991 esordisce nel Campionato Brasiliano Formula Ford, ma la prima vittoria di un titolo arriva nel 1994 quando vince il Campionato Italiano di Alfa-Boxer. Nel 1998 viene nominato miglior debuttante quell'anno in CART, arrivando terzo tra l'altro a Houston e a Laguna Seca, concludendo il campionato nono. Nel 1999 vince la sua prima gara in Michigan e conclude undicesimo in campionato, mentre nella stagione successiva è costretto a saltare parecchi gran premi, a causa di una frattura rimediata durante dei test a Detroit.
Negli ultimi due anni in CART (2001 e 2002), continua a correre sempre con la Mo Nunn Racing, e arriva nono e decimo in questi due campionati, facendo come migliori piazzamenti due terzi posti in Giappone (2001) e a Vancouver (2002). Inizia la sua avventura in IndyCar in una 500 miglia di Indianapolis, partendo quinto e comandando la gara per 23 giri, ma conclude solo ventottesimo a causa di un incidente. Nel 2003 conclude al quinto posto della classifica, dopo aver vinto anche una gara, a Phoenix.
Il 2004 è il suo anno, perché riesce a vincere il campionato, vincendo su tre circuiti (Phoenix, Texas e Nashville) e arrivando sei volte secondo.
Nel 2005, sempre con l'Andretti Green Racing arriva secondo in campionato, vincendo però due gare (Kansas e Infineon) e conquistando anche la pole a Indianapolis.
Passato nel 2011 al team KV Racing Technology, nel 2013 vince la 500 miglia di Indianapolis, mettendosi alle spalle il rookie Carlos Muñoz e il vincitore del campionato 2012 Ryan Hunter-Reay.
Nel 2014 passa al team Target Chip Ganassi Racing andando ad ereditare la macchina numero 10 lasciata libera dal ritiro di Dario Franchitti.

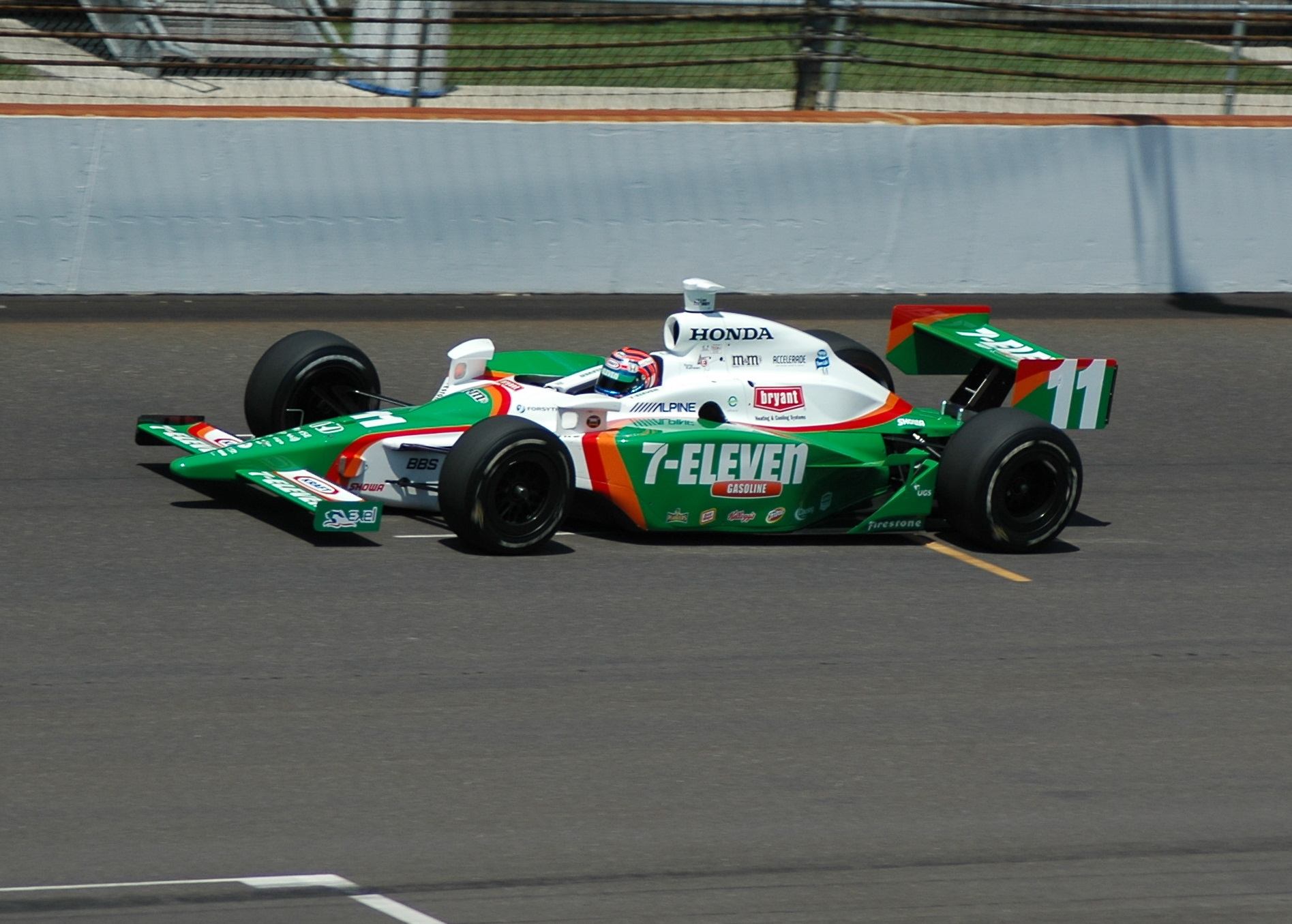
Kanaan nel 2007

## Risultati in gara

### CART
| Stagione | Team               | Vettura     | Motore                     | 1       | 2       | 3       | 4       | 5       | 6       | 7       | 8       | 9       | 10      | 11      | 12      | 13     | 14      | 15      | 16     | 17     | 18     | 19      | 20      | 21    | Pos. | Punti |
| -------- | ------------------ | ----------- | -------------------------- | ------- | ------- | ------- | ------- | ------- | ------- | ------- | ------- | ------- | ------- | ------- | ------- | ------ | ------- | ------- | ------ | ------ | ------ | ------- | ------- | ----- | ---- | ----- |
| 1998     | Tasman Motorsports | Reynard 98i | Honda HRK                  | MIA Rit | MOT 6   | LBH 5   | NZR 9   | RIO Rit | STL Rit | MIL 17  | DET 8   | POR 4   | CLE 14  | TOR Rit | MIS 11  | MDO 8  | ROA 4   | VAN Rit | LS 3   | HOU 3  | SRF 7  | FON Rit |         |       | 9º   | 92    |
| 1999     | Forsythe Racing    | Reynard 99i | Honda HRS                  | MIA Rit | MOT 6   | LBH Rit | NZR Rit | RIO 5   | STL 7   | MIL 18  | POR 15  | CLE Rit | ROA 6   | TOR Rit | MIS 1   | DET 6  | MDO Rit | CHI 11  | VAN 9  | LS Rit | HOU 9  | SRF 6   | FON 9   |       | 11º  | 85    |
| 2000     | Mo Nunn Racing     | Reynard 2Ki | Ilmor-Mercedes-Benz IC108F | MIA 10  | LBH Rit | RIO Rit | MOT Rit | NZR 8   | MIL 10  | DET DNS | POR     | CLE     | TOR     | MIS Rit | CHI Rit | MDO 13 | ROA 8   | VAN 14  | LS Rit | STL 13 | HOU 10 | SRF 8   | FON Rit |       | 19º  | 24    |
| 2001     | Mo Nunn Racing     | Reynard 01i | Honda HR-1                 | MTY 7   | LBH 7   | TXS NH  | NZR 16  | MOT 3   | MIL 6   | DET DNS | POR Rit | CLE 16  | TOR Rit | MIS Rit | CHI 8   | MDO 5  | ROA 12  | VAN 4   | LAU 7  | ROC 8  | HOU 12 | LS 8    | SRF 17  | FON 5 | 9º   | 93    |
| 2002     | Mo Nunn Racing     | Reynard 02i | Honda HR-2                 | MTY 16  | LBH 20  | MOT 15  |         |         |         |         |         |         |         |         |         |        |         |         |        |        |        |         |         |       | 12º  | 99    |
| 2002     | Mo Nunn Racing     | Lola B02/00 | Honda HR-2                 |         |         |         | MIL 16  | LS 12   | POR 8   | CHI 8   | TOR 17  | CLE 8   | VAN 3   | MDO 14  | ROA 4   | MTL 3  | DEN 6   | ROC 15  | MIA 9  | SRF 5  | FON 4  | MXC 8*  |         |       | 12º  | 99    |

### IndyCar Series
| Stagione | Team                       | Vettura      | Motore                  | 1      | 2      | 3      | 4        | 5       | 6       | 7       | 8      | 9      | 10     | 11     | 12     | 13     | 14     | 15     | 16     | 17     | 18     | 19      | Pos. | Punti |
| -------- | -------------------------- | ------------ | ----------------------- | ------ | ------ | ------ | -------- | ------- | ------- | ------- | ------ | ------ | ------ | ------ | ------ | ------ | ------ | ------ | ------ | ------ | ------ | ------- | ---- | ----- |
| 2002     | Mo Nunn Racing             | G-Force GF05 | Chevrolet V8            | HMS    | PHX    | FON    | NZR      | INDY 28 | TXS     | PPIR    | RIR    | KAN    | NSH    | MIS    | KTY    | STL    | CHI    | TX2    |        |        |        |         | 50º  | 2     |
| 2003     | Andretti Green Racing      | Dallara IR03 | Ilmor-Honda Indy V8     | HMS 4  | PHX 1  | MOT 14 | INDY 3   | TXS 2   | PPIR 2  | RIR 5   | KAN 4  | NSH 9  | MIS 16 | STL 2  | KTY 6  | NZR 18 | CHI 6  | FON 3  | TX2 14 |        |        |         | 4º   | 476   |
| 2004     | Andretti Green Racing      | Dallara IR03 | Ilmor-Honda Indy V8     | HMS 8  | PHX 1  | MOT 2  | INDY 2   | TXS 1   | RIR 5   | KAN 3   | NSH 1  | MIL 4  | MIS 2  | KTY 5  | PPIR 5 | NZR 2  | CHI 3  | FON 2  | TX2 2  |        |        |         | 1º   | 618   |
| 2005     | Andretti Green Racing      | Dallara IR05 | Ilmor-Honda Indy V8     | HMS 3  | PHX 3  | STP 2  | MOT 6    | INDY 8  | TXS 3   | RIR 19  | KAN 1  | NSH 19 | MIL 4  | MIS 4  | KTY 20 | PPIR 3 | SNM 1  | CHI 5  | WGL 2  | FON 2  |        |         | 2º   | 548   |
| 2006     | Andretti Green Racing      | Dallara IR05 | Ilmor-Honda Indy V8     | HMS 11 | STP 3  | MOT 3  | INDY 5   | WGL 11  | TXS 7   | RIR 18  | KAN 5  | NSH 12 | MIL 1  | MIS 4  | KTY 5  | SNM 11 | CHI 7  |        |        |        |        |         | 6º   | 384   |
| 2007     | Andretti Green Racing      | Dallara IR07 | Ilmor-Honda Indy V8     | HMS 5  | STP 3  | MOT 1  | KAN 15   | INDY 12 | MIL 1   | TXS 2   | IOW 16 | RIR 4  | WGL 4  | NSH 18 | MDO 4  | MIS 1  | KTY 1  | SNM 4  | DET 1  | CHI 6  |        |         | 3º   | 576   |
| 2008     | Andretti Green Racing      | Dallara IR07 | Ilmor-Honda Indy V8     | HMS 8  | STP 3  | MOT1 5 | LBH1 DNP | KAN 2   | INDY 29 | MIL 3   | TXS 5  | IOW 18 | RIR 1  | WGL 3  | NSH 4  | MDO 7  | EDM 9  | KTY 8  | SNM 3  | DET 3  | CHI 4  | SRF2 21 | 3º   | 513   |
| 2009     | Andretti Green Racing      | Dallara IR07 | Ilmor-Honda Indy V8     | STP 5  | LBH 3  | KAN 3  | INDY 27  | MIL 19  | TXS 8   | IOW 14  | RIR 6  | WGL 8  | TOR 17 | EDM 21 | KTY 3  | MDO 10 | SNM 8  | CHI 13 | MOT 11 | HMS 4  |        |         | 6º   | 386   |
| 2010     | Andretti Autosport         | Dallara IR07 | Ilmor-Honda Indy V8     | SAO 10 | STP 10 | ALA 8  | LBH 5    | KAN 3   | INDY 11 | TXS 6   | IOW 1  | WGL 21 | TOR 4  | EDM 12 | MDO 17 | SNM 7  | CHI 5  | KTY 4  | MOT 7  | HMS 3  |        |         | 6º   | 453   |
| 2011     | KV Racing Technology-Lotus | Dallara IR07 | Ilmor-Honda Indy V8     | STP 3  | ALA 6  | LBH 8  | SAO 22   | INDY 4  | TXS1 11 | TXS2 5  | MIL 19 | IOW 2  | TOR 26 | EDM 4  | MDO 5  | NHM 22 | SNM 28 | BAL 3  | MOT 17 | KTY 17 | LVS C  |         | 5º   | 366   |
| 2012     | KV Racing Technology       | Dallara DW12 | Ilmor-Chevrolet Indy V6 | STP 25 | ALA 21 | LBH 4  | SAO 13   | INDY 3  | DET 6   | TXS 11  | MIL 2  | IOW 3  | TOR 4  | EDM 18 | MDO 6  | SNM 10 | BAL 20 | FON 18 |        |        |        |         | 9º   | 351   |
| 2013     | KV Racing Technology       | Dallara DW12 | Ilmor-Chevrolet Indy V6 | STP 4  | ALA 13 | LBH 20 | SAO 21   | INDY 1  | DET 13  | DET 12  | TXS 3  | MIL 10 | IOW 3  | POC 13 | TOR 5  | TOR 24 | MDO 24 | SNM 13 | BAL 15 | HOU 21 | HOU 24 | FON 3   | 11º  | 397   |
| 2014     | Target Chip Ganassi Racing | Dallara DW12 | Ilmor-Chevrolet Indy V6 | STP 6  | LBH 18 | ALA 9  | IMS 10   | INDY 26 | DET 3   | DET 9   | TXS 6  | HOU 13 | HOU 10 | POC 11 | IOW 3  | TOR 3  | TOR 2  | MDO 21 | MIL 3  | SNM 13 | FON 1  |         | 7º   | 544   |
| 2015     | Target Chip Ganassi Racing | Dallara DW12 | Ilmor-Chevrolet Indy V6 | STP 3  | NLA 6  | LBH 5  | ALA 13   | IMS 7   | INDY 26 | DET 20  | DET 13 | TXS 2  | TOR 6  | FON 2  | MIL 6  | IOW 21 | MDO 5  | POC 19 | SNM 4  |        |        |         | 8º   | 431   |
| 2016     | Target Chip Ganassi Racing | Dallara DW12 | Ilmor-Chevrolet Indy V6 | STP 9  | PHX 4  | LBH 6  | ALA 8    | IMS 25  | INDY 4  | DET 9   | DET 7  | ROA 2  | IOW 7  | TOR 4  | MDO 12 | POC 9  | TXS 3  | WGL 19 | SNM 13 |        |        |         | 7º   | 461   |
| 2017     | Chip Ganassi Racing        | Dallara DW12 | Ilmor-Honda Indy V6     | STP 12 | LBH 15 | ALA 7  | PHX 6    | IMS 20  | INDY 5  | DET 15  | DET 10 | TXS 2  | ROA 21 | IOW 9  | TOR 19 | MDO 16 | POC 5  | GMP 16 | WGL 20 | SNM 16 |        |         | 10º  | 403   |
| 2018     | A. J. Foyt Enterprises     | Dallara DW12 | Ilmor-Chevrolet Indy V6 | STP 11 | PHX 8  | LBH 8  | ALA 18   | IMS 14  | INDY 25 | DET 14  | DET 7  | TXS 21 | ROA 14 | IOW 17 | TOR 6  | MDO 18 | POC 17 | GTW 13 | POR 11 | SNM 12 |        |         | 16º  | 312   |
| 2019     | A. J. Foyt Enterprises     | Dallara DW12 | Ilmor-Chevrolet Indy V6 | STP 15 | COA 12 | ALA 18 | LBH 19   | IMS 20  | INDY 9  | DET 15  | DET 22 | TXS 16 | RDA 21 | TOR 17 | IOW 10 | MDO 20 | POC 8  | GTW 3  | POR 12 | LAG 16 |        |         | 15º  | 304   |
| 2020     | A. J. Foyt Enterprises     | Dallara DW12 | Ilmor-Chevrolet Indy V6 | TXS 10 | IMS    | ROA    | ROA      | IOW 18  | IOW 11  | INDY 19 | GTW 9  | GTW 19 | MDO    | MDO    | IMS    | IMS    | STP    |        |        |        |        |         | 24º  | 106   |
| 2021     | Chip Ganassi Racing        | Dallara DW12 | Ilmor-Honda Indy V6     | ALA    | STP    | TXS 11 | TXS 15   | IMS     | INDY 10 | DET     | DET    | ROA    | MDO    | NSH    | IMS    | GTW 13 | POR    | LAG    | LBH    |        |        |         | 28º  | 96    |
| 2022     | Chip Ganassi Racing        | Dallara DW12 | Ilmor-Honda Indy V6     | STP    | TXS    | LBH    | ALA      | IMS     | INDY 3  | DET     | ROA    | MDO    | TOR    | IOW    | IOW    | IMS    | NSH    | GTW    | POR    | LAG    |        |         | 26º  | 78    |
| 2023     | Arrow McLaren              | Dallara DW12 | Ilmor-Chevrolet Indy V6 | STP    | TXS    | LBH    | ALA      | IMS     | INDY 16 | DET     | ROA    | MDO    | TOR    | IOW    | IOW    | NSH    | IMS    | GTW    | POR    | LAG    |        |         | 32º  | 18    |

1 Gare tenutesi nello stesso giorno.
2 Gara che non assegna punti.
| Stagioni | Squadre | Gare | Pole | Vittorie | Podi (escluse le vittorie) | Top 10 (esclusi i podi) | Vittorie alla 500 Miglia di Indianapolis | Campionati |
| -------- | ------- | ---- | ---- | -------- | -------------------------- | ----------------------- | ---------------------------------------- | ---------- |
| 22       | 6       | 296  | 10   | 16       | 57                         | 105                     | 1 (2013)                                 | 1 (2004)   |